# Lincoln megye (Kansas)
Lincoln megye az Amerikai Egyesült Államokban, azon belül Kansas államban található. Megyeszékhelye és legnagyobb városa Lincoln Center. Lakosainak száma 2939 fő (2020. április 1.). Lincoln megye Mitchell, Ellsworth, Ottawa, Saline, Osborne és Russell megyékkel határos.

## Népesség
A megye népességének változása:
| Lakosok száma | 3233 | 3203 | 3162 | 3147 | 3105 | 2939 |
|               | 2010 | 2011 | 2012 | 2013 | 2015 | 2020 |